# Coca-Cola Beverages Ukraine
Кока Кола Беверіджиз Україна (ІП «Кока Кола Беверіджиз Україна Лімітед») — українська філія грецької компанії Coca-Cola Hellenic, що займається виробленням напоїв під брендами, що належать The Coca-Cola Company.
Філію відкрито 1992 року. Перший завод відкрився у Львові 1994 року. У 1998 році запрацював завод поблизу селища Велика Димерка у Броварському районі Київської області.

## Продукція
Продукція включає як вироби брендів The Coca-Cola Company (Coca-Cola, Fanta, Sprite), так і бренди на українському ринку (Botaniq, Добрий), а також бренди інших іноземних компаній (Nestea).